# Djiby Diouf
Djib'ril „Djiby” Diouf (ur. 8 marca 1957) – senegalski zapaśnik walczący przeważnie w stylu wolnym. Olimpijczyk z Seulu 1988, gdzie odpadł w eliminacjach w kategorii 74 kg.
Srebrny medalista igrzysk afrykańskich w 1987 i brązowy w 1987 i 1991. Czwarty na mistrzostwach Afryki w 1985, 1988 i 1992 roku.